# Moto Guzzi Bicilindrica 500

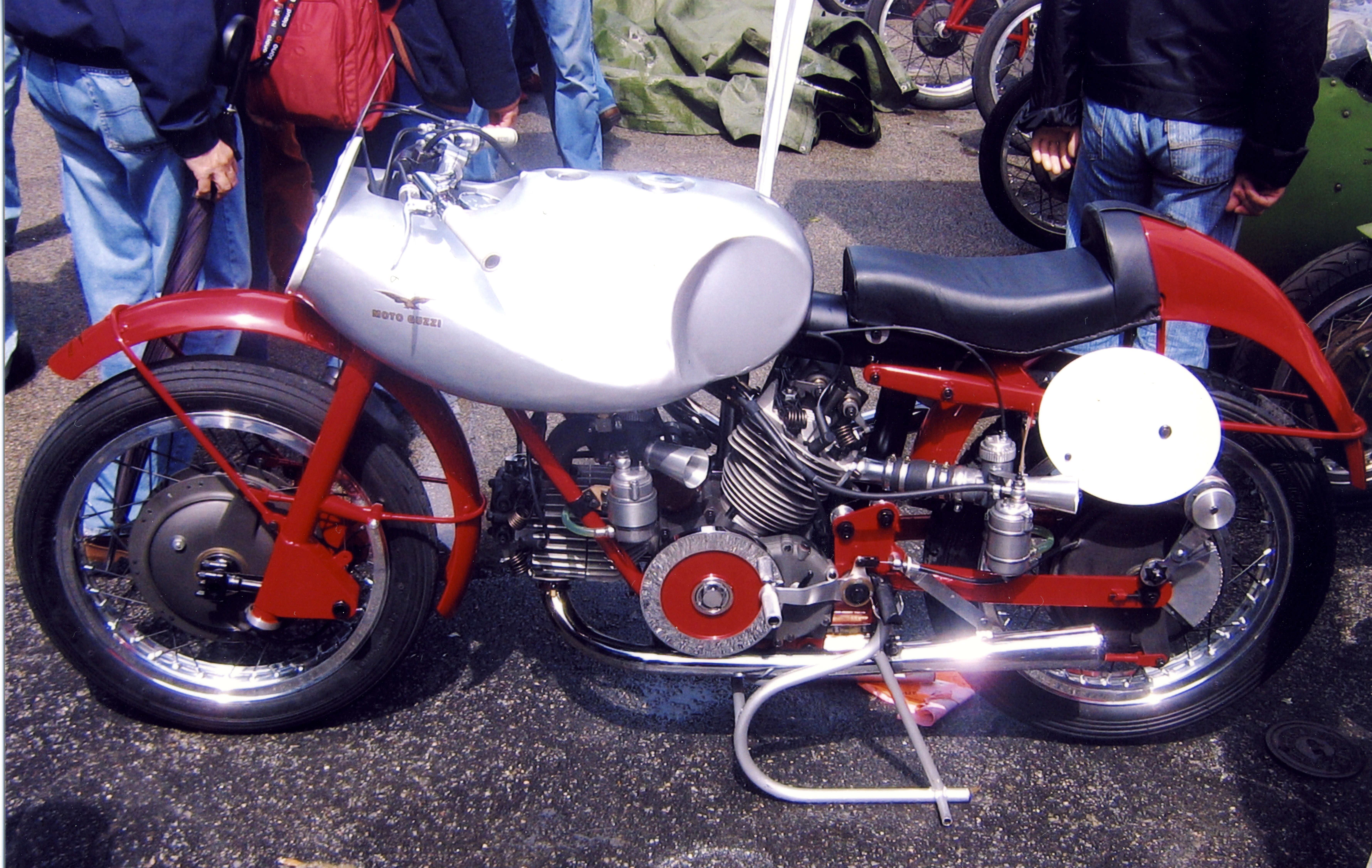
Moto Guzzi Bicilindrica 500 uit 1951

De Moto Guzzi Bicilindrica 500 is een 500 cc fabrieksracer van Moto Guzzi die in de jaren dertig voor het eerst werd ingezet, en werd gebruikt tot aan het begin van de jaren vijftig.

## Voorgeschiedenis
Al vanaf de oprichting in 1921 had Moto Guzzi de motorsport als een goede promotie voor de straatmodellen gezien. Aanvankelijk racete men met licht gewijzigde straatmodellen, maar al snel verschenen de 500 cc “Quattro Valvole racers”, die speciaal als racemotor waren ontwikkeld. In 1926 had men zich echter meer gericht op de 250 cc klasse, de fabrieksracers afgedankt en de 500 cc successen werden meestal door privérijders behaald. Rond 1930 begon men weer meer belang te stellen in de 500 cc klasse, toen er internationale circuits geopend werden en met name de Tourist Trophy op het eiland Man internationaal belang kreeg. De verouderde Quattro Valvoles konden niet meer concurreren met de Britse eencilinders en bovendien was men bij BMW al zeer succesvol met recordmachines met compressoren. De eerste stap was dan ook de ontwikkeling van de Quattro Cilindri geweest, een viercilinder mét compressor. Dit experiment leverde niets op, zodat Carlo Guzzi een andere oplossing moest vinden.

## Bicilindrica 500
Carlo Guzzi besloot gebruik te maken van de succesvolle 250 cc eencilinder door er een tweede cilinder aan toe te voegen. Door deze 120° naar achteren te kantelen, zou de motorfiets niet of nauwelijks hoger worden en bovendien zou die cilinder ook een goede rijwindkoeling krijgen. In 1934 verscheen de Bicilindrica op de Italiaanse circuits. De machine zat qua prestaties en gewicht tussen de Britse eencilinders en de Duitse tweecilinders met compressor in. Hij was weliswaar iets zwaarder dan de eencilinders, maar ook sterker, terwijl de wendbaarheid van de zware compressor-BMW's minder was dan die van de Moto Guzzi Bicilindrica. Daardoor kon de Bicilindrica vooral in de jaren vóór de Tweede Wereldoorlog grote successen boeken. De machine bleef, natuurlijk met de nodige aanpassingen, tot 1951 in races verschijnen. Soms werden die aanpassingen zelfs voor een bepaalde wedstrijd gedaan. Een wedstrijd op het 60 km lange TT-circuit vereiste andere in- en afstellingen dan bijvoorbeeld een race op een kort, wendbaar circuit of een lange-afstandsrace, zoals die in Italië nog steeds populair waren. De Bicilindrica was een pure fabrieksracer. Toen na de Tweede Wereldoorlog het gebruik van handelsbenzine verplicht werd, daalde het vermogen (uiteraard ook bij de concurrentie), maar Moto Guzzi wist door toepassing van aerodynamica de topsnelheid weer op het oude niveau van ca. 200 km per uur te brengen. In 1938 werd voor privérijders de eencilinder Condor uitgebracht. Na de oorlog werd die opgevolgd door de Dondolino. In die tijd verscheen ook de Gambalunga, een eencilinder fabrieksracer die afwisselend met de Bicilindrica werd gebruikt als de circuits een meer wendbare machine vereisten.

### Motor
De motor was een 120° V-motor met één liggende en één staande cilinder. De liggende cilinder had koelribben over de lengte, de staande had ze over de breedte. Boring en slag waren gelijk aan die van de 250 cc racers: 68 × 68 mm, waardoor de cilinderinhoud 493,6 cc bedroeg. Beide cilinders hadden een enkele bovenliggende nokkenas die door een koningsas werd aangedreven. De kleppen stonden onder een hoek (waarschijnlijk ca. 54°), waardoor min of meer koepelvormige verbrandingskamers ontstonden. Ze werden gesloten door buitenliggende haarspeldveren. De inlaatkleppen maten 37 mm, de uitlaatkleppen 34 mm. Er waren twee Dell'Orto 28,5 mm carburateurs gemonteerd. Elke cilinder had een eigen, ongedempte uitlaatpijp. Beide drijfstangen hadden een eigen kruktap, de kruktappen zaten 74 mm uit elkaar. De krukas was driemaal gelagerd: twee kogellagers aan de zijkanten en een naaldlager tussen de kruktappen. Het vliegwiel lag buiten het carter, een beproefd principe van Moto Guzzi, dat het mogelijk maakte de krukaslagers dichter bij elkaar te leggen en de versnellingsbak in hetzelfde carter te leggen, waardoor de primaire aandrijving niet met een ketting hoefde te geschieden. Bovendien hadden motor en versnellingsbak hierdoor een gezamenlijk smeersysteem. Zoals bij alle Moto Guzzi's was een dry-sump smeersysteem toegepast. In de eerste jaren werd nog geracet met een mengsel van benzine en benzol, waardoor de compressieverhouding 8,5:1 kon bedragen. Daarbij leverde de motor ongeveer 44 pk bij 7800 tpm. Cilinders en cilinderkoppen waren aanvankelijk van gietijzer, maar bij races waarbij alleen benzine als brandstof was toegelaten (vanaf de laatste jaren voor de oorlog) werd aluminium gebruikt. Aan het einde van de jaren dertig kreeg ook de cilinderkop rondlopende koelribben. Na de oorlog was het gebruik van handelsbenzine verplicht, waardoor het vermogen daalde tot ca. 42 pk. In 1949 werden de carburateurs vervangen door exemplaren met losse vlotterkamers en er werden megafoonuitlaten toegepast. De machine leverde toen weer 45 pk bij 8000 tpm. In 1951, het laatste jaar van de Bicilindrica, was dat al 47 pk. Samen met de aerodynamische vormgeving zorgde dat voor een topsnelheid van 210 km/h. In het laatste jaar was aandacht besteed aan de inlaatkanalen: de voorste carburateur had een inlaatspruitstuk dat een bocht moest maken om de cilinder te bereiken. Om het achterste inlaatkanaal even lang te maken kwam de carburateur naast het achterwiel te zitten.

### Aandrijflijn
De aandrijflijn was een beproefd concept, en sinds het eerst GP Prototype uit 1920 nauwelijks gewijzigd. De primaire aandrijving geschiedde door tandwielen en er was een meervoudige natte platenkoppeling gebruikt. De versnellingsbak was helemaal nieuw: een constant-mesh type met vier voetgeschakelde versnellingen, die vanaf 1934 ook op de 250 cc fabrieksracers zou worden toegepast. Er was een "pre-selector" gebruikt: de coureur kon met het pedaal een versnelling kiezen, maar pas bij het inknijpen van het koppelingshendel werd er daadwerkelijk geschakeld. De aandrijving van het achterwiel gebeurde met een ketting.

### Rijwielgedeelte
Het frame was niet bijzonder aangepast aan de racer. Het was een uit buizen opgetrokken dubbel wiegframe, maar de verschillende delen waren aan elkaar én aan de motor geschroefd. De motor was daardoor een dragend deel van de constructie, maar ook makkelijk te demonteren. Het achterframe was de driehoeksconstructie die ook bij de 250 cc racers was gebruitk. Verder was het frame voorzien van een eenvoudige Brampton parallellogramvork en was er nog geen achtervering. In elk geval had de Bicilindrica bij zijn deelname aan de TT van Man in 1935 het beproefde Guzzi-achterveersysteem gekregen. Hierbij lag een set schroefveren echter niet meer in een koker onder het motorblok, maar waren de veerkokers aangebracht aan weerszijden van het achterwiel, om de motorfiets laag te houden. De demping werd verzorgd door frictiedempers naast het achterwiel. Bij de TT-machine uit 1935 zaten die frictiedempers vlak onder het zadel en waren ze zelfs onder het rijden verstelbaar door een hendel naast de tank. De wielen én de naven waren van lichtmetaal. Toen was ook het frame gewijzigd: onder het zadel zaten nu lichtmetalen platen in plaats van de centrale buis. De machine had twee tanks: de olietank lag boven op de benzinetank. Deze laatste was een zadeltank die aan de voorkant iets gelift was om meer koellucht naar de achterste cilinder te leiden. Er was al enige aandacht aan de stroomlijn besteed: het achterspatbord was vrij fors om het "gat" dat nodig was om het wiel te laten veren af te dichten. Vóór en achter waren simplexremmen toegepast, maar ook die zouden in de loop der tijd verbeterd worden. Al vóór de oorlog had het voorwiel een forse 280 mm duplexrem. Rond 1938 werden een aantal framedelen lichter door het gebruik van hydronalium, een legering van aluminium en magnesium. In 1948 werd het frame helemaal herzien door Antonio Micucci, die al in 1947 de Bicilindrica 250 had gebouwd maar ook verantwoordelijk was voor de Motoleggera 65. Hij veranderde de bovenbuis van het frame, die een doorsnee van 112 mm kreeg en in een trechtervorm eindigde. In die bovenbuis zat vijf liter motorolie, waardoor de aparte olietank verviel. De machine kreeg in dat jaar nog een hoge, bullige tank om plaats te maken voor de dikke framebuis, maar in 1949 begon Micucci met een nieuwe aerodynamische vormgeving, waardoor de tank tot voorbij het balhoofd leek door te lopen. Vanaf 1950 kreeg die tank ook nog uitsparingen voor de knieën en de armen van de coureur. Er werd ook geëxperimenteerd met de voorvork en de achterwieldemping. In 1947 kreeg de machine een telescoopvork, in 1948 een schommelvoorvork. In 1949 werd de achtervering weer onder het motorblok gebouwd, met ingebouwde, hydraulische dempers, maar daarna viel men weer terug op de frictiedempers. In 1950 had Moto Guzzi haar eigen windtunnel voltooid, waardoor de aerodynamische foefjes tot in detail konden worden uitgevoerd: achter het zadel kwam een aflopend gedeelte naar het spatbord om luchtwervelingen tegen te gaan.

### Resultaten
In 1934 werd er nog voornamelijk in Italië geracet. Men won de Grand Prix des Nations, de Grand Prix van Italië (Omobono Tenni, met een tweede plaats voor Amilcare Moretti), de Grand Prix van Spanje (Stanley Woods), Omobono Tenni werd kampioen van Italië en Terzo Bandini won de Milaan - Napels lange-afstandsrace. Carlo Guzzi besloot snel de concurrentie buiten Italië aan te gaan, waarbij de Tourist Trophy van Man verreweg de belangrijkste wedstrijd was. Dit circuit was 60 km lang en daarom was kennis en ervaring hier van groot belang. Er waren weliswaar Italianen die dit circuit min of meer kenden: Achille Varzi had al successen geboekt voor DOT in 1924 en Sunbeam in 1925 en Pietro Ghersi was in 1926 "beroofd" van zijn tweede plaats in de 250 cc-klasse bij het "Guzzi-incident" (hij had tijdens de wedstrijd zijn bougie vervangen door een niet gehomologeerd exemplaar). Toch huurde Carlo Guzzi voor de TT van 1935 een TT-veteraan in: De Ier Stanley Woods had al vanaf 1922 deelgenomen en al een groot aantal overwinningen voor Cotton (350 cc Junior TT 1923) en Norton (500 cc Senior TT 1926, 1932 en 1933 en 350 cc Junior TT 1932 en 1933) behaald. Woods was niet meer tevreden met zijn Norton en had al in 1934 de Grand Prix van Spanje gewonnen met een Moto Guzzi Bicilindrica. 1935 Was een belangrijk jaar voor de Moto Guzzi racers; De Grand Prix des Nations werd opnieuw gewonnen, Omobono Tenni werd Italiaans kampioen én won Milaan-Napels, maar hij nam ook, samen met Stanley Woods, deel aan de TT. Tenni werd in de 250 cc klasse verrast door de opkomende mist en viel, maar Woods won de 250 cc Lightweight TT en ook de 500 cc Senior TT. Dat was pas de tweede keer (na Indian in 1911), dat een "buitenlandse" motorfiets de Senior TT won. Bovendien was het voor het eerst dat racemotoren waren uitgerust met achtervering. Vanaf 1936 zouden alle merken hun fabrieksracers van een of ander achterveersysteem voorzien. Starre frames kwamen alleen nog bij productieracers voor. Stanley Woods verliet Moto Guzzi weer snel. Nog in 1935 won hij de Zweedse Grand Prix met een Husqvarna. Omobono Tenni nam de honneurs waar: in 1936 won hij de Grand Prix des Nations, het Italiaanse kampioenschap en Milaan-Napels. In 1937 werd Guglielmo Sandri Italiaans kampioen, hij won ook Milaan-Napels en Terzo Bandini won de zijspanklasse van Milaan-Napels. Tegen het einde van het decennium werd de concurrentie van de doorontwikkelde compressorracers steeds groter, en er waren ook veel meer merken mee bezig: BMW had de compressor doorontwikkeld, maar inmiddels waren ook merken als Gilera, NSU en DKW ermee begonnen. AJS en Velocette hadden ook al rijdende prototypen. Moto Guzzi probeerde het tij te keren met de Tre Cilindri, een driecilinder compressorracer, die in 1940 klaar was maar nooit geracet zou worden omdat compressoren na de oorlog verboden werden. Dat bood weer nieuwe kansen voor de Bicilindrica. Intussen was ook het gebruik van toevoegingen aan de benzine verboden, waardoor handelsbenzine met een octaangetal van 72 gebruikt moest worden. De beperkte klopvastheid hiervan bracht het vermogen terug naar ca. 42 pk. In 1946 en 1947 werd geracet met de modellen van vóór de oorlog. Omobono Tenni werd in 1947 opnieuw kampioen van Italië. Bruno Bertacchini deed dat in 1948. In 1949 startte het wereldkampioenschap wegrace. Moto Guzzi haalde in de 250 cc eindrangschikking meteen de wereldtitel en daarnaast de plaatsen 4 t/m 9, maar in de 500 cc klasse moest het merk het hoofd buigen voor AJS, Gilera en Norton. De AJS was een liggende paralleltwin, de Gilera een viercilinder en de Norton een eencilinder. Moto Guzzi schreef zelfs alleen in in de races van Nederland en België. In 1950 namen alleen wat privérijders deel aan de Grands Prix, hoewel Libero Liberati (later geen onbekende naam in de racerij) 58e werd in de stand om het wereldkampioenschap, dankzij een 22e plaats in de Italiaanse GP. In 1951 werd de Schot Fergus Anderson gecontracteerd, maar ook hij kwam niet verder dan de 7e plaats in het kampioenschap. Daarmee was het duidelijk dat Moto Guzzi in de 500 cc klasse niet kon meekomen, en in 1952 verscheen de viercilinder Quattro Cilindri. In het winterseizoen werd er nog wel gereden met de Bicilindrica in wedstrijden in Australië, Zuid-Afrika en Zuid-Amerika, om het merk te promoten.

## Technische gegevens
| Moto Guzzi Bicilindrica 500 | 1933-1934                                 | 1935-1937                                 | 1938-1939                                 | 1946-1947                                 | 1948-1950                                   | 1951                                      |
| --------------------------- | ----------------------------------------- | ----------------------------------------- | ----------------------------------------- | ----------------------------------------- | ------------------------------------------- | ----------------------------------------- |
| Categorie                   | Fabrieksracer                             | Fabrieksracer                             | Fabrieksracer                             | Fabrieksracer                             | Fabrieksracer                               | Fabrieksracer                             |
| Motortype                   | OHC                                       | OHC                                       | OHC                                       | OHC                                       | OHC                                         | OHC                                       |
| Bouwwijze                   | dwarsgeplaatste 120° tweecilinder V-motor | dwarsgeplaatste 120° tweecilinder V-motor | dwarsgeplaatste 120° tweecilinder V-motor | dwarsgeplaatste 120° tweecilinder V-motor | dwarsgeplaatste 120° tweecilinder V-motor   | dwarsgeplaatste 120° tweecilinder V-motor |
| Cilinder                    | Gietijzer                                 | Gietijzer                                 | Aluminium                                 | Aluminium                                 | Aluminium                                   | Aluminium                                 |
| Cilinderkop                 | Gietijzer                                 | Gietijzer                                 | Aluminium                                 | Aluminium                                 | Aluminium                                   | Aluminium                                 |
| Klepopstelling              | Kopkleppen                                | Kopkleppen                                | Kopkleppen                                | Kopkleppen                                | Kopkleppen                                  | Kopkleppen                                |
| Klepbediening               | Koningsas                                 | Koningsas                                 | Koningsas                                 | Koningsas                                 | Koningsas                                   | Koningsas                                 |
| Carburateur                 | Dell'Orto 28,5 mm                         | Onbekend                                  | Onbekend                                  | Onbekend                                  | Onbekend                                    | Onbekend                                  |
| Ontsteking                  | Magneetontsteking                         | Magneetontsteking                         | Magneetontsteking                         | Magneetontsteking                         | Magneetontsteking                           | Magneetontsteking                         |
| boring                      | 68 mm                                     | 68 mm                                     | 68 mm                                     | 68 mm                                     | 68 mm                                       | 68 mm                                     |
| slag                        | 68 mm                                     | 68 mm                                     | 68 mm                                     | 68 mm                                     | 68 mm                                       | 68 mm                                     |
| Cilinderinhoud              | 493,6 cc                                  | 493,6 cc                                  | 493,6 cc                                  | 493,6 cc                                  | 493,6 cc                                    | 493,6 cc                                  |
| Smeersysteem                | Dry-sumpsysteem                           | Dry-sumpsysteem                           | Dry-sumpsysteem                           | Dry-sumpsysteem                           | Dry-sumpsysteem                             | Dry-sumpsysteem                           |
| Compressieverhouding        | 8,5:1                                     | Onbekend                                  | Onbekend                                  | Onbekend                                  | Onbekend                                    | Onbekend                                  |
| Max. Vermogen               | 44 pk bij 7.800 tpm                       | 50 pk bij 7.500 tpm                       | 50 pk bij 7.500 tpm                       | 42 pk                                     | 45 pk bij 8.000 tpm                         | 47 pk bij 8.000 tpm                       |
| Topsnelheid                 | >180 km/h                                 | >200 km/h                                 | >200 km/h                                 | ca. 180 km/h                              | ca. 200 km/h                                | 210 km/h                                  |
| Primaire aandrijving        | Tandwielen                                | Tandwielen                                | Tandwielen                                | Tandwielen                                | Tandwielen                                  | Tandwielen                                |
| Koppeling                   | meervoudige natte platenkoppeling         | meervoudige natte platenkoppeling         | meervoudige natte platenkoppeling         | meervoudige natte platenkoppeling         | meervoudige natte platenkoppeling           | meervoudige natte platenkoppeling         |
| Versnellingen               | 4 Voetgeschakeld                          | 4 Voetgeschakeld                          | 4 Voetgeschakeld                          | 4 Voetgeschakeld                          | 4 Voetgeschakeld                            | 4 Voetgeschakeld                          |
| Secundaire aandrijving      | ketting                                   | ketting                                   | ketting                                   | ketting                                   | ketting                                     | ketting                                   |
| frame                       | Dubbel wiegframe                          | Dubbel wiegframe                          | Dubbel wiegframe                          | Dubbel wiegframe                          | Dubbel wiegframe                            | Dubbel wiegframe                          |
| Wielbasis                   | 1390 mm                                   | Onbekend                                  | Onbekend                                  | Onbekend                                  | Onbekend                                    | Onbekend                                  |
| Vering vóór                 | Brampton parallellogramvork               | Brampton parallellogramvork               | Brampton parallellogramvork               | Brampton parallellogramvork               | Telescoopvork, vanaf 1949: Schommelvoorvork | Schommelvoorvork                          |
| Vering achter               | Star                                      | Swingarm met frictiedempers               | Swingarm met frictiedempers               | Swingarm met frictiedempers               | Swingarm met hydraulische demping           | Swingarm met frictiedempers               |
| Banden                      | Vóór 21" × 3,00. achter 20" × 3,25        | Onbekend                                  | Onbekend                                  | Onbekend                                  | Onbekend                                    | Onbekend                                  |
| Rem(men)                    | Simplexrem vóór en achter                 | Simplexrem vóór en achter                 | Duplexrem vóór en simplexrem achter       | Duplexrem vóór en simplexrem achter       | Duplexrem vóór en simplexrem achter         | Duplexrem vóór en simplexrem achter       |
| Gewicht                     | 151 kg                                    | Onbekend                                  | Onbekend                                  | Onbekend                                  | 145 kg                                      | Onbekend                                  |
| Tankinhoud                  | 20 Liter                                  | Onbekend                                  | Onbekend                                  | Onbekend                                  | Onbekend                                    | Onbekend                                  |
| Voorganger                  | C4V                                       | C4V                                       | C4V                                       | C4V                                       | C4V                                         | C4V                                       |
| Opvolger                    | Quattro Cilindri                          | Quattro Cilindri                          | Quattro Cilindri                          | Quattro Cilindri                          | Quattro Cilindri                            | Quattro Cilindri                          |